# Steinen (Nadrenia-Palatynat)
Steinen – miejscowość i gmina w Niemczech, w kraju związkowym Nadrenia-Palatynat, w powiecie Westerwald, wchodzi w skład gminy związkowej Selters (Westerwald). Liczy 246 mieszkańców (2010). Leży ok. 5 km od Herschbach i ok. 7 km od Selters (Westerwald) w pobliżu Pojezierza Westerwälder.